# Envera Selimović
Envera Selimović   (segle XX) és una periodista bosnia. Va ser la representant del Departament d'Informació Pública de les Nacions Unides a l'Azerbaidjan. En el seu nomenament el 2006, va ser descrita com "una de les periodistes més conegudes i respectades de Bòsnia".
Selimović es va graduar en Politologia a la Facultat de Ciències Polítiques de Sarajevo. Després de graduar-se, va treballar a TV Sarajevo, Radio "202" i després a Radio Sarajevo.
El 1992, quan va esclatar la guerra de Bòsnia, Envera va tornar a treballar a la televisió i durant gairebé tres anys va ser presentadora principal de notícies de la cadena i redactora en cap per a la Televisió de Bòsnia i Hercegovina. A finals de 1994 va ser assignada per treballar als Estats Units d'Amèrica com a cap de l'Oficina de Ràdio i Televisió de Bòsnia i Hercegovina de Nova York/Washington, DC.
Selimović va rebre la beca per als estudis de postgrau pel govern nord-americà, i té un màster en polítiques públiques internacionals per l'Escola d'Estudis Internacionals Avançats Paul H. Nitze de la Johns Hopkins University, a Washington, DC.
A finals de 1999 va tornar a Sarajevo, i durant els tres anys següents va treballar a la Televisió de Bòsnia i Hercegovina creant un programa simplement anomenat The Interview. A més de ser recordada per entrevistes exclusives amb els líders més famosos del país, la regió i el món sencer, també va acollir nombrosos intel·lectuals i filòsofs mundials.
El 2001, Selimovic va ser declarada periodista de l'any de Bòsnia.
El març de 2003, va deixar Bòsnia i Hercegovina i es va traslladar a Tbilisi per exercir la feina de portaveu de la Missió d'Observadors de les Nacions Unides a Geòrgia. Durant els tres anys següents va ser responsable de les comunicacions estratègiques de la Missió assessorant el Cap de Missió en iniciatives i activitats d'informació pública.
L'octubre de 2006, el secretari general de l'ONU, Kofi Annan, va nomenar Selimović com a representant de l'Oficina del Departament d'Informació Pública de l'ONU a Bakú, Azerbaidjan.